# Poekilloptera
Genre
Poekilloptera est un genre d'insectes hémiptères de la famille des Flatidae, essentiellement présents en Amérique du Sud et en Europe en Sicile.

## Dénomination
Décrit par l'entomologiste français Pierre-André Latreille en 1796 sous le nom de Poekilloptera.

### Synonymie
- Poecilloptera (Germar, 1818) (mauvaise orthographe)

## Taxinomie
Liste des espèces  :
- Poekilloptera aurantiaca (Melichar, 1901)
- Poekilloptera fritillaria (Erichson, 1848)

Poekilloptera fritillaria pantherina (Melichar, 1901)
- Poekilloptera melichari (Jacobi, 1904)
- Poekilloptera miliaria (Jacobi, 1904)
- Poekilloptera minor (Melichar, 1901)
- Poekilloptera modesta (Guérin-Méneville, 1834)
- Poekilloptera phalaenoides (Linné, 1758)

Poekilloptera phalaenoides aperta (Melichar, 1901)
Poekilloptera phalaenoides aurantica (Jacobi, 1904)
Poekilloptera phalaenoides jacobiana (Jacobi, 1904)
Poekilloptera phalaenoides parca (Melichar, 1923)
Poekilloptera phalaenoides phalaenoides (Fennah, 1945)
- Poekilloptera reticulata (Curtis, 1829)
- Poekilloptera sicula (1840)